# 337P/WISE
Pour les articles homonymes, voir WISE et Comète WISE.
337P/WISE est une comète de la famille de Jupiter, donc une comète périodique du système solaire. Découverte en 2010 par WISE, elle reçoit la désignation P/2010 N1. Réobservée en 2016 en étant tout d'abord prise pour un astéroïde, elle reçoit la désignation 2016 GE216 puis P/2016 GE216 une fois sa nature de comète retrouvée.